# 阿道夫·腓特烈二世
阿道夫·腓特烈二世（德語：Adolf Friedrich II.，1658年10月19日—1708年5月12日），第一代梅克倫堡-施特雷利茨公爵，1701年至1708年在位。

## 家庭
1684年，阿道夫·腓特烈與梅克倫堡-居斯特羅的瑪麗結婚，兩人共有1子1女：
1. 阿道夫·腓特烈（1686年—1752年），梅克倫堡-施特雷利茨公爵
2. 古絲塔芙·卡羅琳（1694年—1748年），梅克倫堡-施威林公爵夫人

瑪麗於1701年去世。1705年，阿道夫·腓特烈與施瓦茨堡-松德斯豪森的克莉絲蒂安妮·艾蜜莉結婚，兩人共有1子1女：
1. 索菲·克莉絲汀·路易絲（1706年—1708年），夭折
2. 卡爾·路德維希·腓特烈（1708年—1752年）